# Такомский мост
Такомский мост, или мост Такома-Нэрроуз (англ. Tacoma Narrows Bridge) — висячий мост в штате Вашингтон (США), построенный через пролив Такома-Нарроус (часть залива Пьюджет-Саунд).

## История
Первоначальный вариант моста был спроектирован Леоном Моисеевым и открыт для движения 1 июля 1940 года. Ещё во время возведения строители дали ему прозвище «Галопирующая Герти» (англ. Galloping Gertie) из-за того, что в ветреную погоду его дорожное полотно сильно раскачивалось (из-за малой высоты балки жесткости).
Основные характеристики моста:
- общая длина — 1810 м;
- длина центрального пролёта — 854 м;
- ширина — 11,9 м;
- диаметр основных (несущих) тросов — 438 мм;
- стрела провеса (разность между высотой троса у пилонов и высотой в точке его наибольшего провеса[4]) — 70,7 м;
- пилоны — стальные на бетонных быках;
- высота балки жесткости — 2,44 м.

## Обрушение
7 ноября 1940 года в 11:00 по местному времени при ветре скоростью около 65 км/ч (18 м/с) произошла авария, которая привела к разрушению центрального пролёта моста. Движение по мосту в тот момент было весьма слабым, и единственный водитель машины, оказавшейся на мосту, успел покинуть её и спастись Процесс разрушения был снят на 16-миллиметровую цветную киноплёнку Kodachrome. На основе съемки был создан документальный фильм «The Tacoma Narrows Bridge Collapse» (1940), позволивший впоследствии подробно изучить процесс разрушения.
Авария моста оставила значительный след в истории науки и техники. Разрушение моста способствовало исследованиям в области аэродинамики и аэроупругости конструкций и изменению подходов к проектированию всех большепролётных мостов в мире, начиная с 1940-х годов. Во многих учебниках причиной аварии называется явление вынужденного механического резонанса, когда внешняя частота изменения ветрового потока совпадает с собственной (внутренней) частотой колебаний конструкций моста. Однако истинной причиной стал аэроупругий флаттер (динамические крутильные колебания) из-за недоучета ветровых нагрузок при проектировании сооружения.
Процесс разрушения описывается следующим образом:

Обрыв подвесок центрального пролёта повлек провисание боковых пролётов и наклон пилонов. Сильные вертикальные и крутильные колебания моста явились следствием чрезмерной гибкости конструкции и относительно малой способности моста поглощать динамические силы… Мост был запроектирован и правильно рассчитан на действие статических нагрузок, в том числе и ветровой, но аэродинамическое действие нагрузки не было учтено. Крутильные колебания возникли в результате действия ветра на проезжую часть около горизонтальной оси, параллельной продольной оси моста. Крутильные колебания усиливались вертикальными колебаниями тросов. Опускание троса с одной стороны моста и поднятие его с другой вызвали наклон проезжей части и породили крутильные колебания.

Демонтаж пилонов и боковых пролётов был начат вскоре после аварии и продолжался до мая 1943 года. При строительстве нового моста были использованы анкерные устои, быки (основания) пилонов и некоторые другие составные части старого моста. Полностью восстановленный мост, названный Вестбаунд (англ. Westbound bridge) открыт 14 октября 1950 года и являлся на тот момент третьим по длине висячим мостом в мире (общая длина — 1822 м, длина центрального пролёта — 853 м). Для дополнительной устойчивости и снижения аэродинамических нагрузок в конструкцию нового моста были введены открытые фермы, стойки жесткости, деформационные швы и системы гашения вибраций. Пропускная способность моста — 60 тыс. автомобилей в сутки.
В 2002—2007 годах для увеличения пропускной способности шоссе рядом со старым был возведен ещё один мост — Исбаунд-бридж (англ. Eastbound bridge), имеющий общую длину 1645,9 м, длину центрального пролёта 853,4 м и высоту пилонов 155,4 м.